# Árpád Belko
Árpád Belko (* 28. November 1910 in Nagyszombat, Österreich-Ungarn; † 29. Juli 1998 in Antibes) war ein französischer Fußballspieler ungarischer Herkunft.

## Karriere
Der 175 Zentimeter große Stürmer, der hauptsächlich auf dem linken Flügel aufgeboten wurde, begann das Fußballspielen bei einem Verein aus Szombathely; für diesen lief er von 1930 an in der höchsten ungarischen Liga auf und erzielte als Stammspieler in zwei Jahren insgesamt 13 Treffer. Damit konnte er allerdings nicht verhindern, dass seine Mannschaft 1932 den Abstieg hinnehmen musste. Er selbst verließ sein Heimatland im selben Jahr und wechselte nach Frankreich.
In Frankreich zählte er 1932 zu den Mitbegründern der neugeschaffenen Profiliga Division 1, die die höchste nationale Spielklasse darstellte; der Ungar stand im Kader von Olympique Antibes, das ein Jahr darauf den Namen FC Antibes annahm. Am 11. September 1932 feierte er am ersten Spieltag der neuen Spielklasse sein Debüt und stand bei allen 17 weiteren Partien ebenfalls auf dem Platz. Auf sieben Tore in seiner ersten Saison folgten im Verlauf der Spielzeit 1933/34 vierzehn Erfolge, die ihm den zehnten Rang auf der Torjägerliste einbrachten. Ein Jahr darauf waren es dreizehn Tore, die das Interesse des amtierenden Meisters FC Sochaux weckten; dieser nahm den Spieler 1935 unter Vertrag. Bei Antibes blieb er mit 34 Toren als bester Erstligatorschütze in der Geschichte des Vereins in Erinnerung.
Belko, der für kindliche Gesichtszüge den Beinamen Bébé Cadum in Anlehnung an eine Seifenmarke erhielt, kam bei seinem neuen Klub nicht über unregelmäßige Einsätze hinaus. In der Spielzeit 1937/38 erreichte er mit Sochaux zwar die Meisterschaft und damit seinen einzigen nationalen Titel, doch war daran, in einer Zeit, in der Ein- und Auswechslungen nicht möglich waren, lediglich mit einem Einsatz beteiligt. 1938 verließ er Sochaux und zugleich die erste Liga, in der er 88 Partien bestritten und 40 Tore erzielt hatte.
Er unterschrieb im selben Jahr beim Zweitligisten SR Colmar. Sein Engagement dort war jedoch nur von kurzer Dauer, da der Spielbetrieb 1939 mit dem Beginn des Zweiten Weltkriegs lahmgelegt wurde. Weil Belko, der eine Französin geheiratet hatte, die französische Staatsbürgerschaft angenommen hatte, zog er für seine neue Heimat in den Krieg und wurde gefangen genommen. Allerdings konnte er zurückkehren und nahm 1945 seine Karriere wieder auf, als er beim mittlerweile zweitklassigen FC Antibes unterschrieb. Den Sturz seines Vereins in die Drittklassigkeit konnte er im Jahr 1947 nicht vereiteln und beendete zur selben Zeit mit 36 Jahren seine Laufbahn. Eine Berufung in die Nationalelf blieb ihm sowohl in Ungarn als auch in Frankreich verwehrt.